# Lucas Cranach den yngre

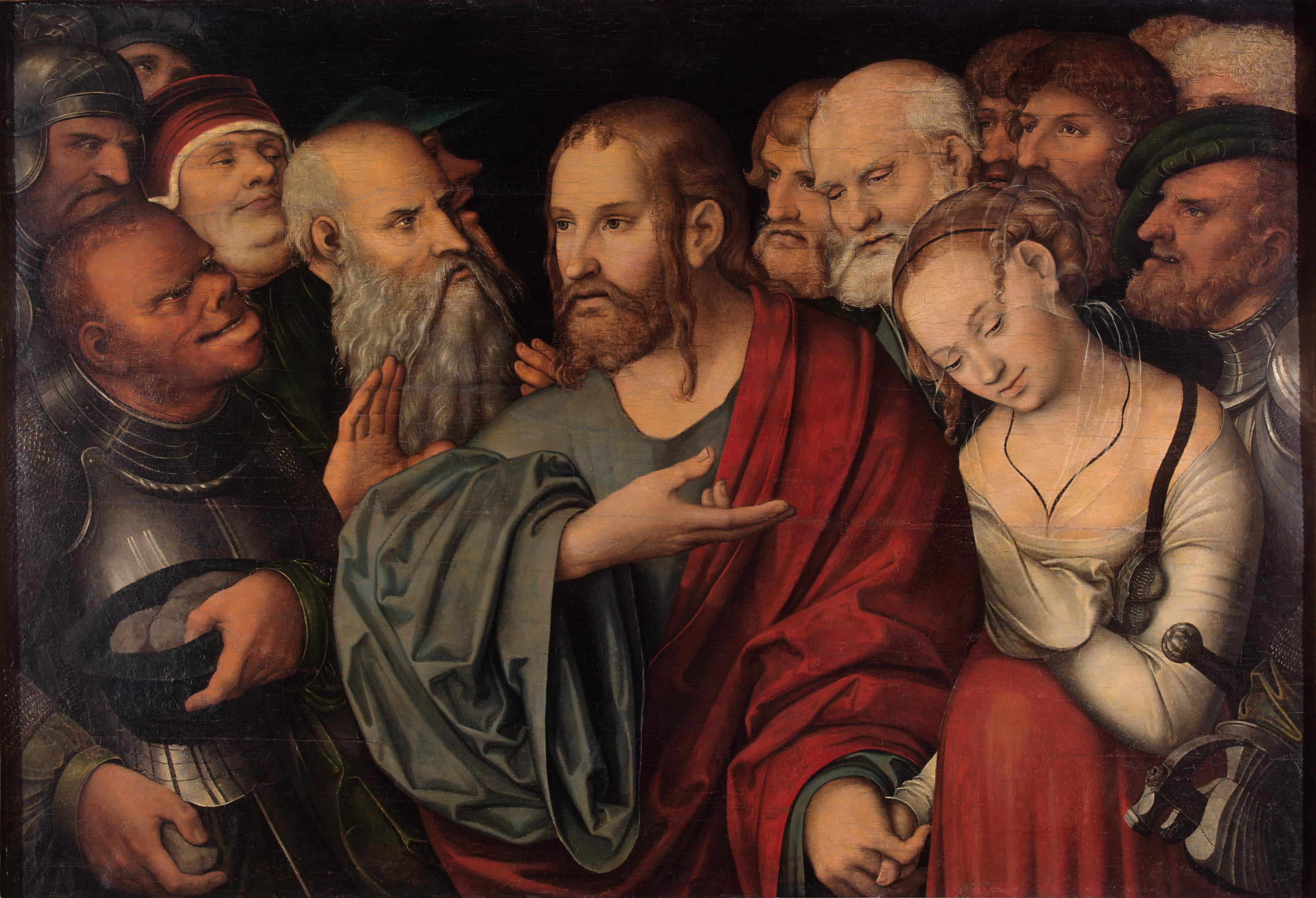
Kristus och äktenskapsbryterskan (cirka 1542). Eremitaget, Sankt Petersburg.

Lucas Cranach den yngre, född 4 oktober 1515 i Wittenberg i kurfurstendömet Sachsen, död 25 januari 1586 i Weimar, var en tysk målare. Han var yngste son till Lucas Cranach den äldre och Barbara Brengebier och bror till Hans Cranach. Han gifte sig med Barbara Brück, och fick med henne tre söner och en dotter. Efter hennes död gifte han sig med Magdalena Schurff, 1551 och fick tre döttrar och två söner med henne. 
Liksom sin bror började han tidigt arbeta i sin fars produktiva ateljé i Wittenberg. Vid faderns död 1553 övertog han ansvaret för ateljén. Han använde samma signatur som fadern – en bevingad drake – och då deras måleriteknik är ytterst lik är det ofta svårt att särskilja hans verk från faderns. 

## Bildgalleri

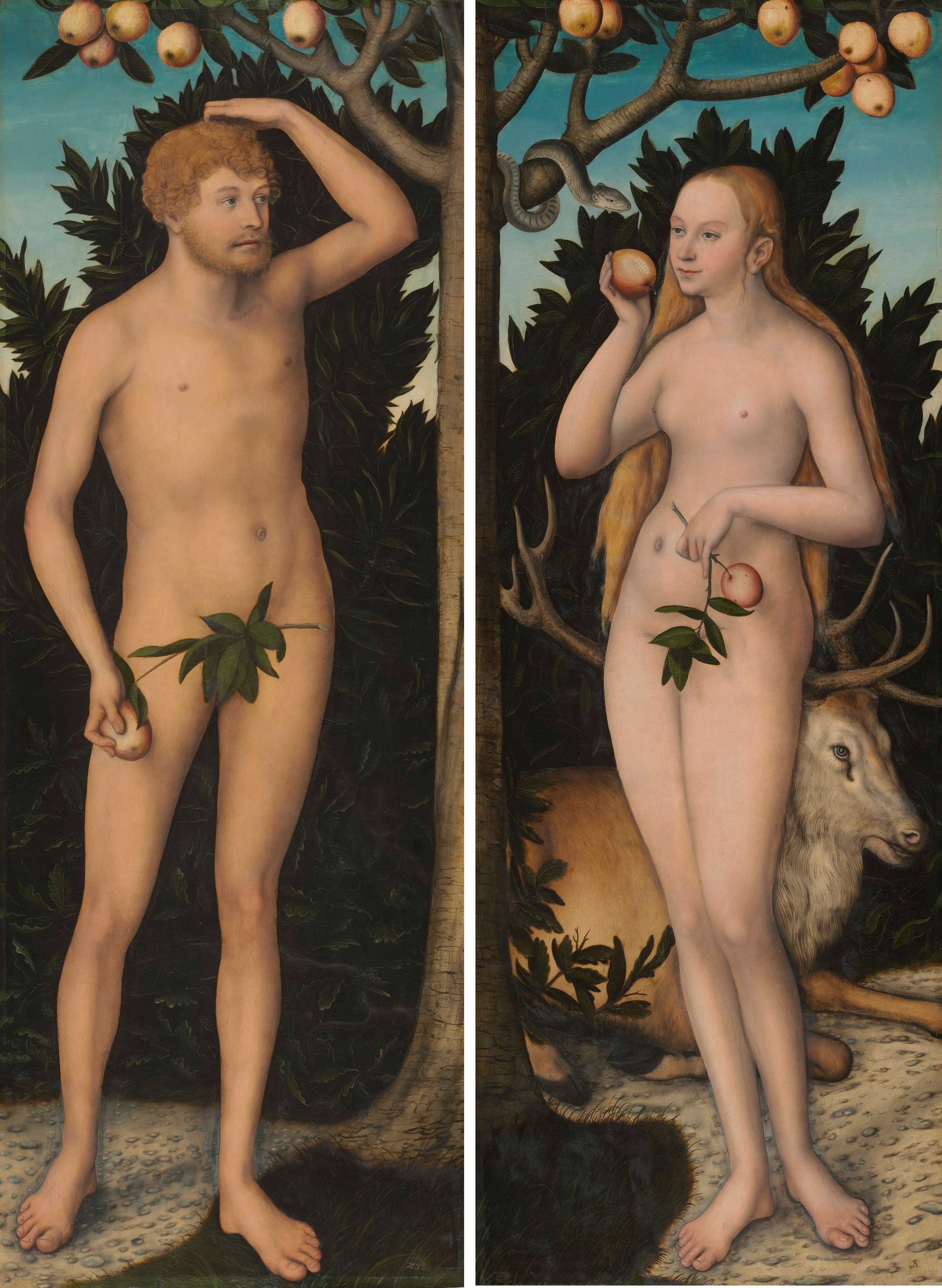
Adam och Eva (efter 1537), Gemäldegalerie Alte Meister.
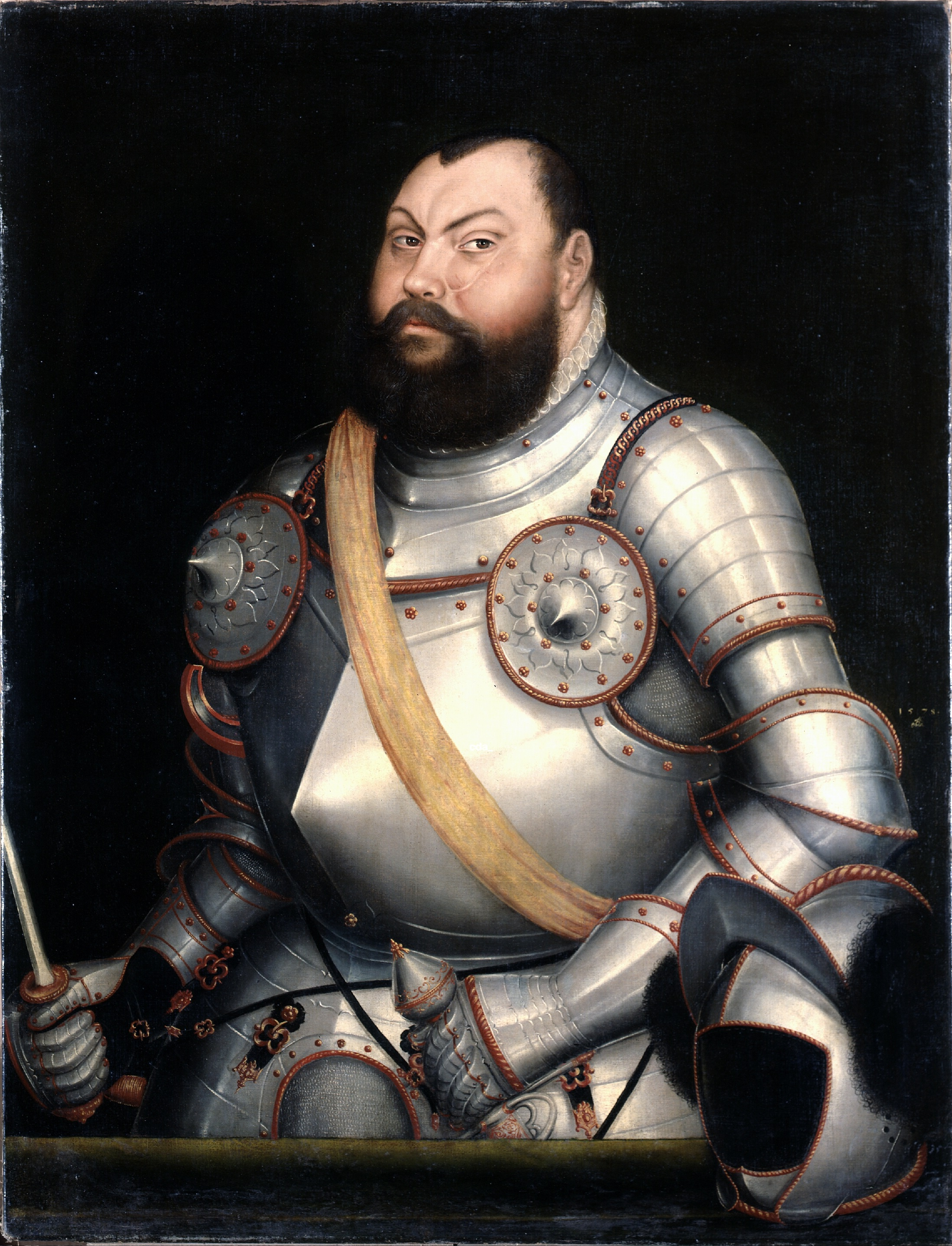
Johan Fredrik I av Sachsen (1578).
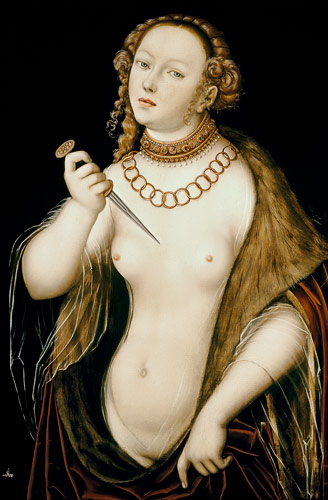
Lucretias självmord (cirka 1525–1550), Neue Residenz i Bamberg.